# Hrehory Kazimierz Podbereski
Hrehory Kazimierz Podbereski herbu Gozdawa (zm. 20 czerwca 1677) – wojewoda smoleński od 1667, kuchmistrz wielki litewski od 1663/1664, pułkownik generalny wojsk litewskich od 1666, starosta gulbiński i upicki, członek Rady Konsultacyjnej Litwy Szwedzkiej w latach 1655–1656 z powiatu brasławskiego.
Poseł powiatu upickiego na sejm 1661 roku. Na sejmie 1667 roku wyznaczony z Senatu komisarzem do zapłaty wojsku Wielkiego Księstwa Litewskiego. Elektor Jana III Sobieskiego z województwa smoleńskiego w 1674 roku, podpisał jego pacta conventa.  Na sejmie zwyczajnym 1670 roku wyznaczony z Senatu komisarzem do zapłaty [wojsku Wielkiego Księstwa Litewskiego